# Ursäkta, fel nummer!
Ursäkta, fel nummer! är en amerikansk film från 1948 i regi av Anatole Litvak. Det är en filmatisering av Lucille Fletchers radiopjäs Sorry, Wrong Number. Barbara Stanwyck nominerades till en Oscar för bästa kvinnliga huvudroll, men vann inte.

## Handling
Den neurotiska Leona som är invalidiserad får av misstag i telefon höra ett samtal som verkar gå ut på att få en kvinna mördad. Hon blir snart säker på att samtalet gäller henne själv då hon inte får tag på sin man.

## Rollista
- Barbara Stanwyck - Leona Stevenson
- Burt Lancaster - Henry J. Stevenson
- Ann Richards - Sally Hunt Lord
- Wendell Corey - Dr. Philip Alexander
- Ed Begley - James 'J.B.' Cotterell
- Leif Erickson - Fred Lord
- William Conrad - Morano